# Метод Якоби для собственных значений
Метод Якоби для собственных значений — итерационный алгоритм для вычисления собственных значений и собственных векторов вещественной симметричной матрицы. Назван в честь Карла Густава Якоба Якоби, предложившего этот метод в 1846 году, хотя использоваться метод начал только в 1950-х годах с появлением компьютеров.

## Описание
Пусть {\displaystyle A} — симметричная матрица, а {\displaystyle G=G(i,j,\theta )} — матрица вращения. Тогда
{\displaystyle A'=G^{\top }AG}
симметрична и подобна матрице {\displaystyle A}.
Более того, {\displaystyle A'} содержит следующие компоненты:
{\displaystyle {\begin{aligned}A'_{ii}&=c^{2}\,A_{ii}-2\,sc\,A_{ij}+s^{2}\,A_{jj}\\A'_{jj}&=s^{2}\,A_{ii}+2sc\,A_{ij}+c^{2}\,A_{jj}\\A'_{ij}&=A'_{ji}=(c^{2}-s^{2})\,A_{ij}+sc\,(A_{ii}-A_{jj})\\A'_{ik}&=A'_{ki}=c\,A_{ik}-s\,A_{jk}&k\neq i,j\\A'_{jk}&=A'_{kj}=s\,A_{ik}+c\,A_{jk}&k\neq i,j\\A'_{kl}&=A_{kl}&k,l\neq i,j\end{aligned}}}
где {\displaystyle s=\sin \theta } и {\displaystyle c=\cos \theta }.
Поскольку {\displaystyle G} — ортогональная матрица, у матриц {\displaystyle A} и {\displaystyle A'} равны фробениусовы нормы {\displaystyle ||\cdot ||_{F}} (корни из сумм квадратов всех компонент), причём мы можем выбрать {\displaystyle \theta } так, чтобы {\displaystyle A'_{ij}=0}, и в этом случае {\displaystyle A'} будет иметь бо́льшую сумму квадратов диагональных элементов:
{\displaystyle A'_{ij}=\cos(2\theta )A_{ij}+{\tfrac {1}{2}}\sin(2\theta )(A_{ii}-A_{jj})}
Приравнивая это нулю, получим
{\displaystyle \operatorname {tg} (2\theta )={\frac {2A_{ij}}{A_{jj}-A_{ii}}}}
Если {\displaystyle A_{jj}=A_{ii}}, то
{\displaystyle \theta ={\frac {\pi }{4}}.}
Чтобы достичь оптимального эффекта, необходимо потребовать, чтобы {\displaystyle A_{ij}} был наибольшим по модулю внедиагональным элементом, т. н. опорным элементом.
Метод Якоби для собственных значений производит вращения до тех пор, пока матрица не станет почти диагональной. Тогда элементы на диагонали аппроксимируют собственные значения матрицы {\displaystyle A}.